# Cantone di Massiac
Il Cantone di Massiac era una divisione amministrativa dell'arrondissement di Saint-Flour.
A seguito della riforma approvata con decreto del 13 febbraio 2014, che ha avuto attuazione dopo le elezioni dipartimentali del 2015, è stato soppresso.

## Composizione
Comprendeva i comuni di
- Auriac-l'Église
- Bonnac
- La Chapelle-Laurent
- Ferrières-Saint-Mary
- Laurie
- Leyvaux
- Massiac
- Molèdes
- Molompize
- Saint-Mary-le-Plain
- Saint-Poncy
- Valjouze